# Kanał Staropole
Kanał Staropole – struga w Polsce, w województwie lubuskim, przepływa przez powiat międzyrzecki oraz świebodziński. Państwowy rejestr nazw geograficznych wskazuje, że element rodzajowy cieku to kanał.
Według numerycznego modelu terenu udostępnionego przez Geoportal źródło cieku znajduje się na wysokości 79,7 m n.p.m., a ujście do jeziora Paklicko Wielkie na wysokości 64,7 m n.p.m. Przepływa przez tereny wsi Wysoka, Boryszyn oraz Staropole. Górny bieg cieku leży na terenie zespołu przyrodniczo-krajobrazowego Uroczyska Międzyrzeckiego Rejonu Umocnionego oraz obszarze specjalnej ochrony siedlisk Natura 2000 Nietoperek. Dolny bieg cieku położony jest na obszarze chronionego krajobrazu o nazwie Rynna Paklicy i Ołoboku.
Przepływ w strudze w 2003 roku wynosił wiosną 208 dm3/s, a latem 78 dm3/s.
Według wielu źródeł Kanał Staropole jest klasyfikowany jako górny bieg Paklicy.
Do 1934 roku ciek był nazywany Mühlen Fliess. W połowie lat 30. XX wieku Niemcy włączyli ciek w system przeszkód wodnych, budowanego ówcześnie Międzyrzeckiego Rejonu Umocnionego. Struga została na kilku odcinkach znacznie poszerzona i zaczęła pełnić funkcję kanału fortecznego. Poszczególne odcinki zostały ponumerowane (718, 716, 715a, 715b). W pobliżu przepustów wybudowano Panzerwerki, które miały uniemożliwić przeprawę (778 w Boryszynie i 780 w Staropolu).